# Jaroslav Král
Jaroslav Král (5. prosince 1883 Malešov – 22. března 1942 koncentrační tábor Osvětim) byl český malíř, kreslíř a organizátor uměleckého života v Brně. Jeho umělecký styl byl ovlivněn kubismem a neoklasicismem. 

## Život
V letech 1910–1913 byl zaměstnán jako učitel matematiky a geometrie na Zemské řemeslnické škole v Mladé Boleslavi, v letech 1917–1918 jako výpomocný učitel na Českém státním gymnáziu v Brně a v letech 1921–1928 byl asistentem při stolici technického kreslení na Vysokém učení technickém v Brně. V letech 1939–1941 vyučoval malbu na Škole uměleckých řemesel v Brně. 
Jako levicový aktivista byl za války zatčen Gestapem, vězněn v Kounicových kolejích v Brně, na Mírově, ve Vratislavi a v Osvětimi, kde zemřel.

## Výstavy

### Autorské
- 1932 – Jaroslav Král: Kresby, Krásná jizba Družstevní práce, Praha 1
- 1945 – Jaroslav Král, Dům umění města Brna, Brno
- 1946 – Jaroslav Král, Mánes, Praha
- 1957 – Jaroslav Král: Výstava k patnáctému výročí úmrtí, Dům umění města Brna, Brno
- 1962 – Jaroslav Král: Výběr z životního díla, Městská knihovna Praha, Praha
- 1964 – Jaroslav Král, životní dílo (úvod katalogu), Dům umění města Brna
  - Jaroslav Král: Životní dílo, Krajská galerie (1952–1972), Ostrava
  - Jaroslav Král: Životní dílo, Oblastní galerie výtvarného umění, Gottwaldov (Zlín)
  - Jaroslav Král: Životní dílo, Oblastní galerie Vysočiny v Jihlavě, Jihlava
- 1969 – Jaroslav Král, Galerie města Blanska, Blansko
- 1977 – Jaroslav Král: Kresby, Kabinet grafiky, Brno
  - Jaroslav Král: Kresby, Divadlo hudby (Galerie Titanic), Olomouc
- 1979 – Jaroslav Král: Výběr z malířského a kreslířského díla, Galerie výtvarného umění, Hodonín
- 1981 – Jaroslav Král, Moravská galerie v Brně, Brno
- 1988 – Jaroslav Král (1883–1942): Malířské dílo, Středočeská galerie, Praha
- 1989 – Jaroslav Král (1883–1942): Obrazy a kresby, Dům umění města Brna, Brno
- 2003 – Jaroslav Král: 1883 – 1942, Hrad Špilberk, Brno
- 2004 – Jaroslav Král: Kresby, obrazy, Vlašský dvůr, Kutná Hora
- 2014–15 – Jaroslav Král, Dům umění města Brna, 3.12. – 22.2.2015
- 2022–23 – Jaroslav Král: Život s kresbou, Oblastní galerie Liberec, 11. 11. 2022 – 26. 2. 2023

## Zastoupení ve sbírkách
- Krajská galerie výtvarného umění ve Zlíně
- Moravská galerie v Brně
- Muzeum města Brna
- Národní galerie v Praze

## Galerie

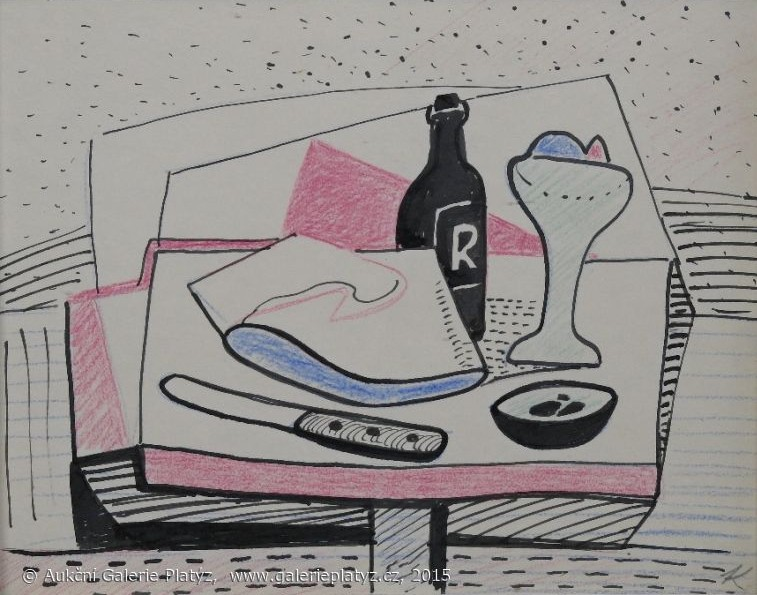
Zátiší na stole
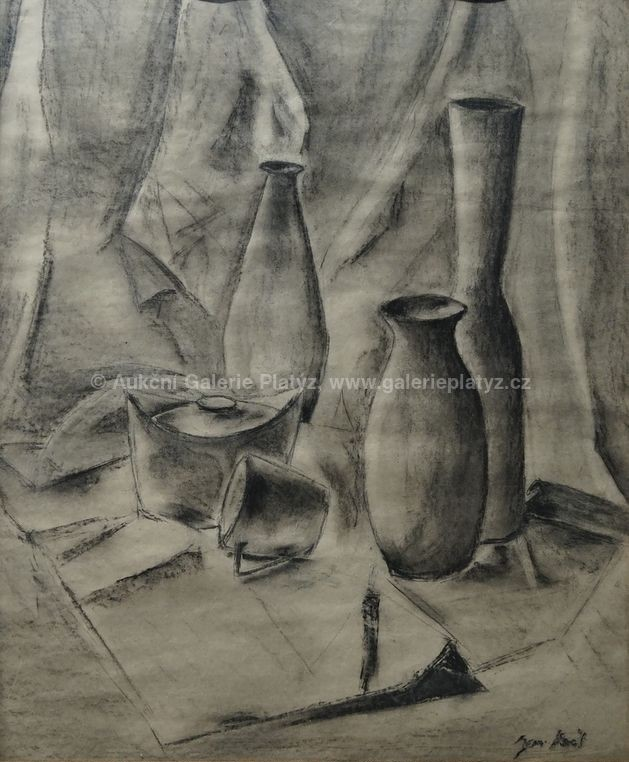
Zátiší s vázami
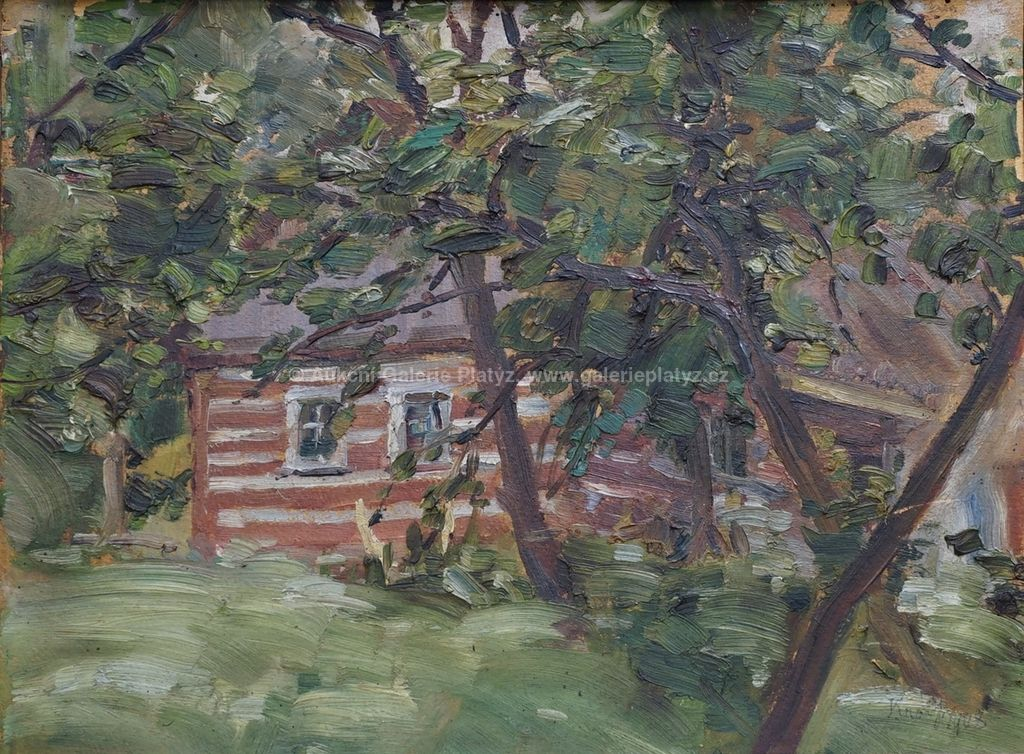
Roubenka
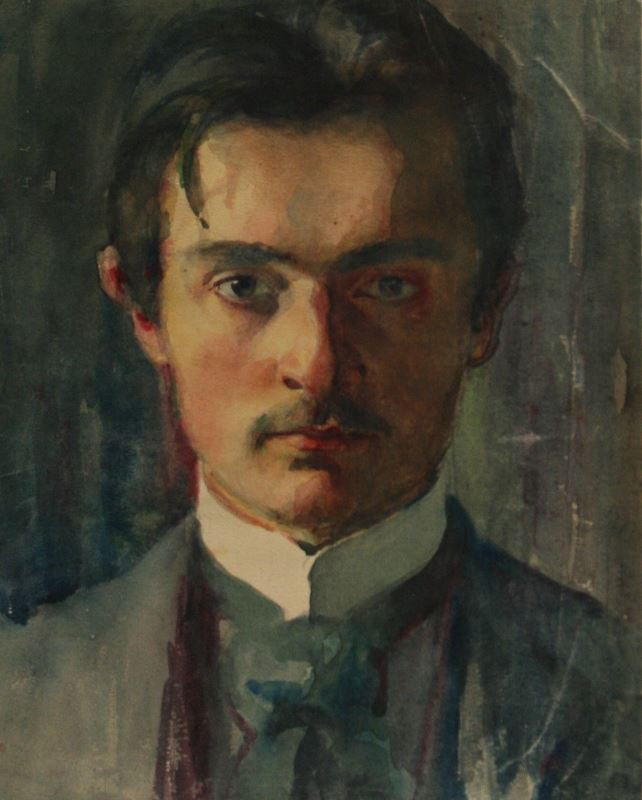
Autoportrét
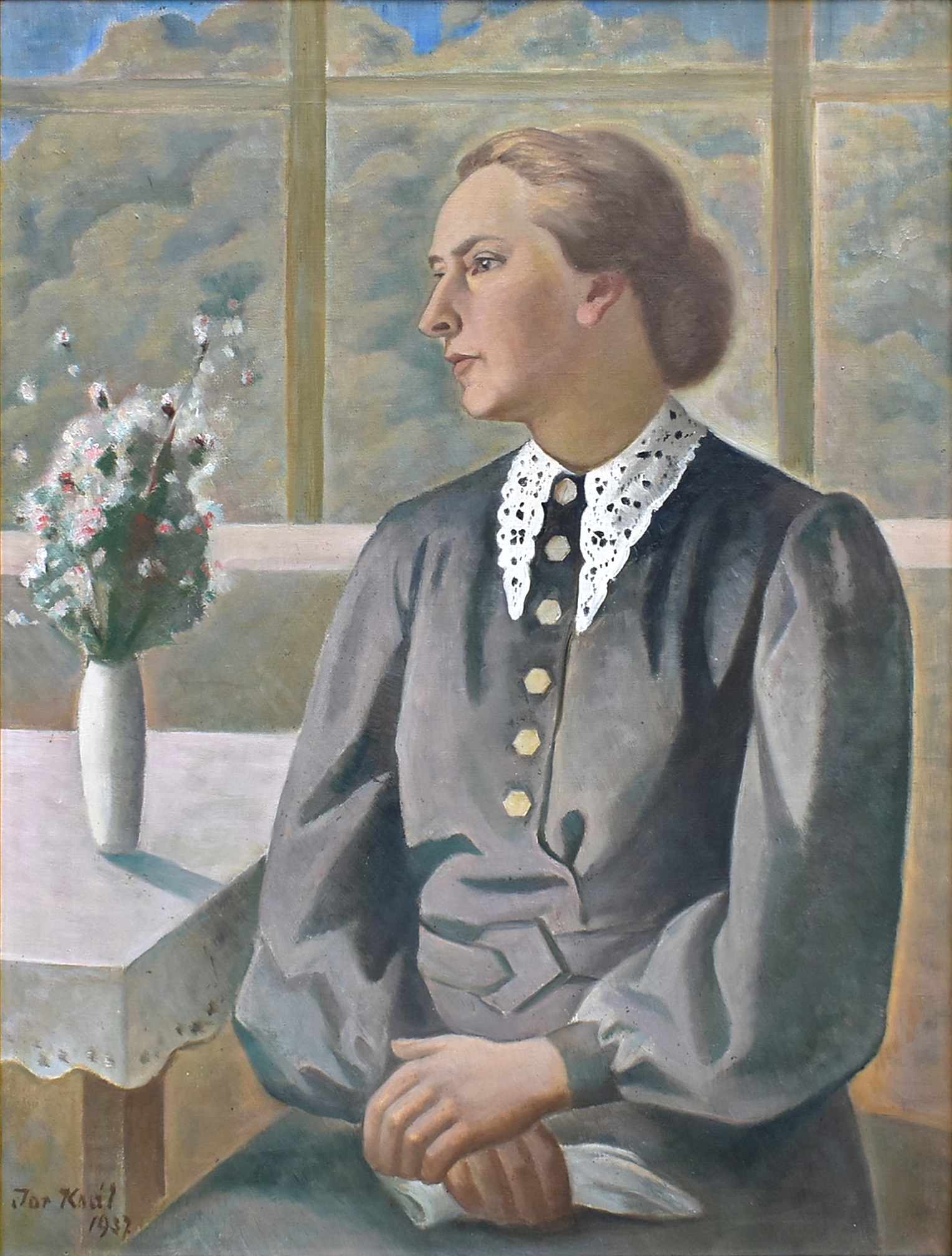
Jaroslav Král: Žena u stolu s květinami